# الکساندر ایفیمکین
الکساندر ایفیمکین (روسی: Александр Александрович Ефимкин؛ زادهٔ ۲ دسامبر ۱۹۸۱) دوچرخه‌سوار اهل روسیه است.